# Bonțești (okręg Arad)
Bonțești – wieś w Rumunii, w okręgu Arad, w gminie Gurahonț. W 2011 roku liczyła 660 mieszkańców. 